# Costarina meridina
Espèce
Synonymes
- Dysderina meridina Chickering, 1968

Costarina meridina est une espèce d'araignées aranéomorphes de la famille des Oonopidae.

## Distribution
Cette espèce est endémique du Costa Rica.

## Description
Le mâle décrit par Platnick, Berniker et Víquez en 2014 mesure 1,90 mm et la femelle 2,20 mm.

## Publication originale
- Chickering, 1968 : The genus Dysderina (Araneae, Oonopidae) in Central America and the West Indies. Breviora, no 296, p. 1-37 (texte intégral).